# Agrilus integerrimus
Agrilus integerrimus é uma espécie dos escaravelhos que pertencem ao familiares Buprestidae.  É presente à maioria da Europa.